# Puntate di Lavoro a mano armata
La prima stagione della miniserie TV francese Lavoro a mano armata, composta da 6 episodi, è stata realizzata e distribuita dal servizio on demand Netflix il 15 maggio 2020.
| n. | Titolo     | Pubblicazione originale | Pubblicazione italiana |
| -- | ---------- | ----------------------- | ---------------------- |
| 1  | Episodio 1 | 15 maggio 2020          | 15 maggio 2020         |
| 2  | Episodio 2 | 15 maggio 2020          | 15 maggio 2020         |
| 3  | Episodio 3 | 15 maggio 2020          | 15 maggio 2020         |
| 4  | Episodio 4 | 15 maggio 2020          | 15 maggio 2020         |
| 5  | Episodio 5 | 15 maggio 2020          | 15 maggio 2020         |
| 6  | Episodio 6 | 15 maggio 2020          | 15 maggio 2020         |